# Bursitis subacromialis
Bursitis subacromialis of slijmbeursontsteking van de schouder is een ontsteking van de slijmbeurs in de schouder die zich onder het acromion bevindt  De slijmbeurzen zijn de met vocht gevulde 'kussentjes' tussen een pees en de onderliggende botstructuur bij een gewricht. 
Het is een veel voorkomende schouderblessure die niet alleen in de fysiotherapiepraktijk maar ook bij de huisarts vaak gezien wordt.
In de schouder bevinden zich acht bursae. Naast de subacromiale bursa zijn er nog twee bursae in de schouder die kunnen ontsteken: de slijmbeurs onder de m. deltoideus (bursitis subdeltoideus) en de slijmbeurs van de rotator cuff spier m. subscapularis (bursitis subscapularis).

## Symptomen
- Pijn ter hoogte van de slijmbeurs.
- Bewegingen van de schouder kunnen pijnlijk zijn.
- Druk op de slijmbeurs is pijnlijk.

## Behandeling
- Relatieve rust.
- IJspakkingen kunnen de klachten doen verminderen.

### Behandeling door een arts of kinesitherapeut
- Fysiotherapeutische behandelingen (mobilisatie, oefentherapie/gymnastiek en elektrotherapie) zijn mogelijk. Deze kunnen best zo snel mogelijk gestart worden.
- Behandeling met ontstekingsremmers als NSAID's ('non-steroidal anti-inflammatory drugs')
- Injecteren van corticosteroïden.